# Elisa Bonaparte
Maria Ana de Bonaparte (em italiano: Maria-Anna di Buonaparte, Ajaccio, 13 de janeiro de 1777 – Trieste, 7 de agosto de 1820), foi uma Princesa Francesa, além de Princesa de Luca e Piombino, Grã-Duquesa da Toscana e Condessa de Compignano. Foi a quarta criança e filha mais velha de Carlo Maria Bonaparte e Maria Letícia Ramolino.

## Biografia
Elisa nasceu em Ajaccio, na Córsega. Era irmã mais nova de José Bonaparte, Napoleão Bonaparte e Lucien Bonaparte. Ela era irmã mais velha de Louis Bonaparte, Paulina Bonaparte, Carolina Bonaparte e Jerónimo Bonaparte. A sua língua afiada causou problemas na relação com seu o irmão Napoleão.
Ela foi estabelecida como membro da família Imperial do Primeiro Império Francês no dia 18 de maio de 1804, recebendo o título Alteza Imperial. No dia 19 de março de 1805, Napoleão deu-lhe o Principado de Luca e  Piombino.
A separação dela e do seu marido foi vista favoravelmente por Napoleão. No dia 31 de março de 1809, ele deu a Elisa o título honorário de Grã-Duquesa da Toscana, que tinha sido anexada pela França em 1807. Contudo, o seu marido juntou-se a ela passado pouco tempo.
Elisa permaneceu como Grã-Duquesa da Toscana até 1 de fevereiro de 1814, quando o grão-duque Fernando III foi restaurado ao trono que ele tinha ocupado antes de 1801. Elisa passou os últimos anos da sua vida em reclusão e morreu em Trieste. Foi enterrada na Basílica de São Petrónio em Bolonha. Foi também a única de todos os irmãos de Napoleão Bonaparte que morreu antes dele.

## Família
Elisa casou com Félix Baciocchi, um membro da nobreza corsa, no dia 1 de maio de 1797, feito Príncipe do Império, e Príncipe de Lucca e Piombino. O casal teve 5 filhos, dos quais apenas um sobreviveu aos pais:
- Félix Napoleão (Félix Napoléon) (n. 1798, morto jovem);
- Napoleão (Napoléon) (8 de outubro de 1803-9 de novembro de 1803);
- Elisa Napoleona (Élisa Napoléone) (3 de junho de 1806-3 de fevereiro de 1869), que casou a 27 de novembro de 1824 em Florença, com o conde Filippo Camerata-Passionei di Mazzoleni (1805-1882), com geração;
- Jerónimo Carlos (Jérôme Charles) (3 de julho de 1810-17 de abril de 1811);
- Frederico Napoleão (Frédéric Napoléon) (10 de agosto de 1814-7 de abril de 1833) morto de uma queda de cavalo).

## Brasão de Armas
| Figura | Descrição |
|        | Princesa de Lucca e Piombino: Partido: no I, cortado de prata e gules (Lucca) com um leão guardante, sobreposto sobre o todo; no II, de gules com duas barras de ouro acompanhadas de duas estrelas do mesmo, uma em chefe e outra na ponta (Bonaparte); sobre o todo de azure, com uma águia de ouro, de cabeça voltada, em vôo baixo agarrando un raio do mesmo (Napoleão). |
|        | Grã-Duquesa da Toscana: Esquartelado: I, de ouro com seis esferas colocada na orla, cinco de gules, e a em chefe de azure carregada de três flores de liz de ouro (Médici, para a Toscana); II, partido de prata e gules (Lucca); III, partido de gules e de ouro em chefe de ouro carregado de uma águia bicéfala de sable, um abrunheiro de sable florido de prata, sobreposto um escudo de gules com banda enxequetada de prata e azure, em chefe de prata com cruz de gules (Cybo-Malaspina, para Massa-Carrara); IV, de gules com duas barras de ouro acompanhadas de duas estrelas do mesmo; sobre o todo de azure, uma águia de ouro, de cabeça voltada, em vôo baixo agarrando um raio do mesmo (Napoleão). |